# Ли Персон
Ли Персон (енгл. Lee Pearson; Чедлтон, 4. фебруар 1974), познат као Кум, енглески је освајач четрнаест златних медаља на Параолимпијским играма и тридесет златних медаља на европском, светском и параолимпијском нивоу.

## Биографија
Рођен је 4. фебруара 1974. у Чедлтону са урођеном мултиплексном артрогрипозом. Први пут је привукао пажњу јавности 1980. године, када га је британска премијерка Маргарет Тачер однела уз степенице доделивши му медаљу „Деца храбрости”.
Постао је професионалац инспирисан Летњим олимпијским играма 1996. Освојио је три златне медаље у мешовитој, слободној и тимској категорији на Летњим параолимпијским играма 2000, 2004. и 2008. године. Са својим коњем Џентлменом је освојио злато на Летњим параолимпијским играма 2012, сребро у шампионској и бронзу у слободној категорији.
Након што није освојио злато у слободној категорији у Лондону навео је да га је британски судија одбио, али је рекао да ће се такмичити на Летњим параолимпијским играма 2016. у Рију на другом коњу Сион. Заједно са својим коњем Бризером је освојио три златне медаље на Летњим параолимпијским играма 2020. у Токију.
Данас дресира коње приватно у Стафордширу, као и широм земље. Био је први отворени геј члан британског тима и заговорник права ЛГБТ+. Године 2020. је постао самохрани старатељ петнаестогодишњака.

### Награде и признања
Добитник је почасног доктората на Универзитету Стафордшир јула 2005.
Именован је за члана Ордена Британске империје 2001. за заслуге спорту, 2005. за заслуге у коњиштву и спорту и 2009. године за заслуге у спорту.
Проглашен је витезом 2017. за заслуге у коњиштву.

## Такмичења
| Такмичење                  | Место одржавања            | Злато | Сребро | Бронза | Укупно |
| -------------------------- | -------------------------- | ----- | ------ | ------ | ------ |
| Светско првенство 1999.    | Данска                     | 3     | 0      | 0      | 3      |
| Параолимпијске игре 2000.  | Сиднеј                     | 3     | 0      | 0      | 3      |
| Европско првенство 2002.   | Португал                   | 3     | 0      | 0      | 3      |
| Светско првенство 2003.    | Белгија                    | 2     | 0      | 0      | 2      |
| Параолимпијске игре 2004.  | Атина                      | 3     | 0      | 0      | 3      |
| Европско првенство 2005.   | Мађарска                   | 1     | 2      | 0      | 3      |
| Светско првенство 2007.    | Хартпури                   | 3     | 0      | 0      | 3      |
| Параолимпијске игре 2008.  | Пекинг                     | 3     | 0      | 0      | 3      |
| Светско првенство 2010.    | Лексингтон                 | 3     | 0      | 0      | 3      |
| Параолимпијске игре 2012.  | Лондон                     | 1     | 1      | 1      | 3      |
| Светско првенство 2014.    | Кан                        | 3     | 0      | 0      | 3      |
| Европско првенство 2015.   | Довил                      | 1     | 2      | 0      | 3      |
| Параолимпијске игре 2016.  | Рио де Жанеиро             | 1     | 1      | 0      | 2      |
| Светско првенство 2018.    | Трајон                     | 0     | 1      | 0      | 1      |
| Параолимпијске игре 2020.  | Токио                      | 3     | 0      | 0      | 3      |
| Светско првенство 2022.    | Хернинг                    | 0     | 1      | 1      | 2      |
| Параолимпијске игре укупно | Параолимпијске игре укупно | 14    | 2      | 1      | 17     |
| Светско првенство укупно   | Светско првенство укупно   | 14    | 2      | 1      | 17     |
| Европско првенство укупно  | Европско првенство укупно  | 5     | 4      | 0      | 9      |
| Укупно                     | Укупно                     | 33    | 8      | 2      | 43     |